# STS-72
STS-72 (englisch Space Transportation System) ist eine Missionsbezeichnung für das US-amerikanische Space Shuttle Endeavour (OV-105) der NASA. Der Start erfolgte am 11. Januar 1996. Es war die 74. Space-Shuttle-Mission und der zehnte Flug der Raumfähre Endeavour.

## Mannschaft
- Brian Duffy (3. Raumflug), Kommandant
- Brent Jett (1. Raumflug), Pilot
- Leroy Chiao (2. Raumflug), Missionsspezialist
- Daniel Barry (1. Raumflug), Missionsspezialist
- Winston Scott (1. Raumflug), Missionsspezialist
- Kōichi Wakata (1. Raumflug), Missionsspezialist (NASDA/ Japan)

## Missionsbeschreibung
Hauptpunkte des Arbeitsprogrammes der Endeavour-Crew waren das Einfangen der japanischen Experimentierplattform SFU (Space Flyer Unit, vier Tonnen Masse, Start im März 1995), das Aussetzen des SPARTAN 206-Satelliten für zwei Tage und das Absolvieren verschiedener Tests bei zwei Außenbordarbeiten. Des Weiteren flog eine Reihe sekundärer Experimente in der Nutzlastbucht und im Mitteldeck des Space Shuttle.
Um SFU planmäßig erreichen zu können, musste ein enges Startfenster eingehalten werden. Aufgrund einer Startverschiebung musste man bereits am ersten Flugtag dem ausgedienten Militärsatelliten MTSI ausweichen. Mehrere Flugmanöver brachten die Endeavour dann näher an den antriebslosen Satelliten SFU heran. Das Einfangen mit dem Manipulatorarm übernahm Koichi Wakata am dritten Flugtag. Da sich die Solarzellenpaneele nicht vollständig einklappen ließen, wurden sie vom Boden aus abgesprengt.
Einen Tag später wurde der Satellit SPARTAN/OAST (Office of Aeronautics and Space Technology, 1,3 t Masse) ausgesetzt. Auf ihm wurden anschließend vier Experimente aktiviert. Reflex (Return Flux Experiment) dient der Überprüfung von Computermodellen über Verunreinigungen, die empfindliche Bauteile wie Linsen oder Sensoren im erdnahen Weltraum erfahren. Partikel lösen sich von der Oberfläche eines Raumflugkörpers und werden von den Molekülen der Restatmosphäre zurückgestoßen. Dieser Partikelrückfluss konnte bisher nicht mathematisch modelliert werden. Außerdem wurde mit Reflex auch die Erosion verschiedener Oberflächen durch chemische Reaktionen mit Stoffen der Erdatmosphäre untersucht. Mit GADACS (GPS Attitude Determination and Control Experiment) wurden wichtige Bahnparameter wie Flughöhe und Geschwindigkeit mit Hilfe von GPS-Daten berechnet. Ein ähnliches System befand sich auch an Bord der Endeavour. Bisher wurden dafür immer aufwändige Apparaturen mit Gyroskopen sowie Stern-, Sonnen- oder Erdsensoren verwendet. SELODe (Solar Exposure to Laser Ordnance Device) ist ein System, mit dem kleine Sprengladungen nicht mehr elektrisch, sondern mit Hilfe eines Lasers gezündet werden. Derartige Sprengladungen werden zur Abtrennung von Raketenstufen oder überflüssig gewordenen Teilen verwendet. Durch statische Aufladungen konnte es aber immer wieder zu Fehlzündungen kommen. SPRE (Spartan Packet Radio Experiment) schließlich ist ein experimentelles Amateurfunksystem, mit dem eine Bahnverfolgung auf der Basis von Amateurtechnik erprobt wurde.
Während der beiden Ausstiege (Chiao/Barry am 15.01. für 6:09 h sowie Chiao/Scott am 17.01. für 6:54 h) wurden Montagetechniken und verschiedene Hilfsmittel sowie Bauteile für die geplante Internationale Raumstation getestet. Dazu gehörten eine transportable Arbeitsplattform mit Fußhalterung (Portable Work Platform), die Space Station Utility Box, die der Aufbewahrung von Kleinteilen dient, ein Gleitdraht, der entlang der Nutzlastbucht montiert wurde und für eine schnellere Fortbewegung sorgen soll, eine Kabelrolle (Cable Caddy) und eine starre Kabelhülle (Rigid Umbilical), die quer durch die Nutzlastbucht gespannt wurde. Ein derartiges System verbindet heute einzelne Raumstationsmodule, indem sie elektrische Kabel und Flüssigkeitsrohre umhüllt und damit vor Beschädigungen schützt. In der Ladebucht der Endeavour wurden zwischen zwei Punkten 5 elektrische Kabel und zwei Flüssigkeitsleitungen probeweise angeschlossen. Die 120 Kilogramm schwere, starre Kabelhülle musste zuvor entfaltet werden. Mit weiteren zusammengefalteten Exemplaren wurde auch der Umgang mit großen Lasten trainiert. Dazu boten die Fußrasten auf der Plattform allerdings nicht ausreichend Halt. Deshalb wurden verschiedene Zusatzhalterungen verwendet und die bei der Arbeit auftretenden Kräfte gemessen. Erneut geprüft wurden Verbesserungen an den Raumanzügen. Im Bereich der Hände und Füße befinden sich batteriebetriebene Zusatzheizungen, die ein Auskühlen bei längeren Außenbordarbeiten verhindern sollten. Erstmals eingesetzt wurde außerdem ein kleiner Computer, der am Handgelenk der Astronauten angebracht war und verschiedene Checklisten anzeigen konnte (Electronic Cuff Checklist).
In der Nutzlastbucht des Shuttle befanden sich sechs weitere Experimente. Mit dem Shuttle Solar Backscatter Ultraviolet Experiment (SSBUV) wurde zum achten Mal die UV-Rückstrahlung der oberen Atmosphäre unterhalb der Flugbahn der Endeavour gemessen. Die Daten dienten vor allem der Eichung der Instrumente auf verschiedenen internationalen Satelliten (NOAA 9, 11 und 14 sowie UARS, ERS und Meteor 3). Mit ihnen wurde die Ozonkonzentration in verschiedenen Höhen überwacht.
Mit dem Shuttle Laser Altimeter (SLA) wurde die Entfernung des Shuttle zur Erde mittels Laserreflexion ermittelt. Die Messungen sind so präzise, dass man auch kleine Oberflächenerhebungen sowie Baumhöhen oder Flughöhen von Wolken messen konnte. SLA bestand aus einem Laser, der 10 Impulse pro Sekunde aussandte, einem Spiegel und einem Detektor für das reflektierte Licht. Er bestrahlte aus dem Orbit bei jedem Impuls eine Fläche, die so groß war wie ein Fußballfeld.
Mit Thermal Energy Storage wurde die Wärmespeicherfähigkeit von Fluoridsalzen untersucht. Die hier gespeicherte Wärme wird anschließend in elektrische Energie umgewandelt. Im Dauerbetrieb muss das Salz ständige Schmelz- und Erstarrungsvorgänge unversehrt überstehen. TES stellt also ein solardynamisches Energiesystem dar.
Beim Flexible Beam Experiment (FlexBeam) wurde untersucht, wie sich Schwingungen im luftleeren Raum dämpfen lassen. Bisherige Dämpfungssysteme beruhten immer auf beweglichen Massen, Federn, Oszillatoren oder kleinen Gasdüsen. FlexBeam bestand aus zwei flexiblen Aluminiumbalken, deren Vibrationen mit hoher Genauigkeit gemessen wurden.
Das Experiment Ballast Can bestand aus einer Falle für kleine kosmische Partikel. Durch derartige Messungen können Aussagen zur Konzentration von Mikrometeoriten in einer Höhe zwischen 300 und 400 Kilometern über der Erdoberfläche gemacht werden.
In einem Kanister wurde auch eine japanische Apparatur zur Proteinkristallgewinnung (Protein Crystal Growth) mitgeführt. Hier wurden Größe und Form gezogener Kristalle in 16 unabhängigen Kristallisationskammern erforscht. Dabei wurden drei verschiedene Kristallisationsmethoden erprobt (Kristallwachstum aus der Gasphase, Temperaturgradientenkristallisation, Free-Interface-Diffusion). Als Kristallisationsmedium diente ein Protein aus dem Herzen von Pferden (Ribonuklease S). Die dabei entstehenden bräunlichen Kristalle sind für die 35-mm-Kamera gut zu filmen und auch später einfach zu untersuchen.
Im Mitteldeck der Raumfähre wurden ähnliche Untersuchungen angestellt. PCG war eine weiterentwickelte Apparatur zur Optimierung des Kristallwachstums aus der Dampfphase in der Schwerelosigkeit. Sie enthielt vier Behälter mit je 20 Proben. CPCG (Commertial Protein Crystal Growth) dagegen diente der kommerziellen Produktion von Proteinkristallen für medizinische Zwecke. Beim Endeavour-Flug wurden verschiedene Containerformen und -größen verwendet und der Temperaturgradient variiert. Mit einem geringeren Platzbedarf und damit verminderten Kosten sollte die Anlage für die industrielle Anwendung interessanter werden.

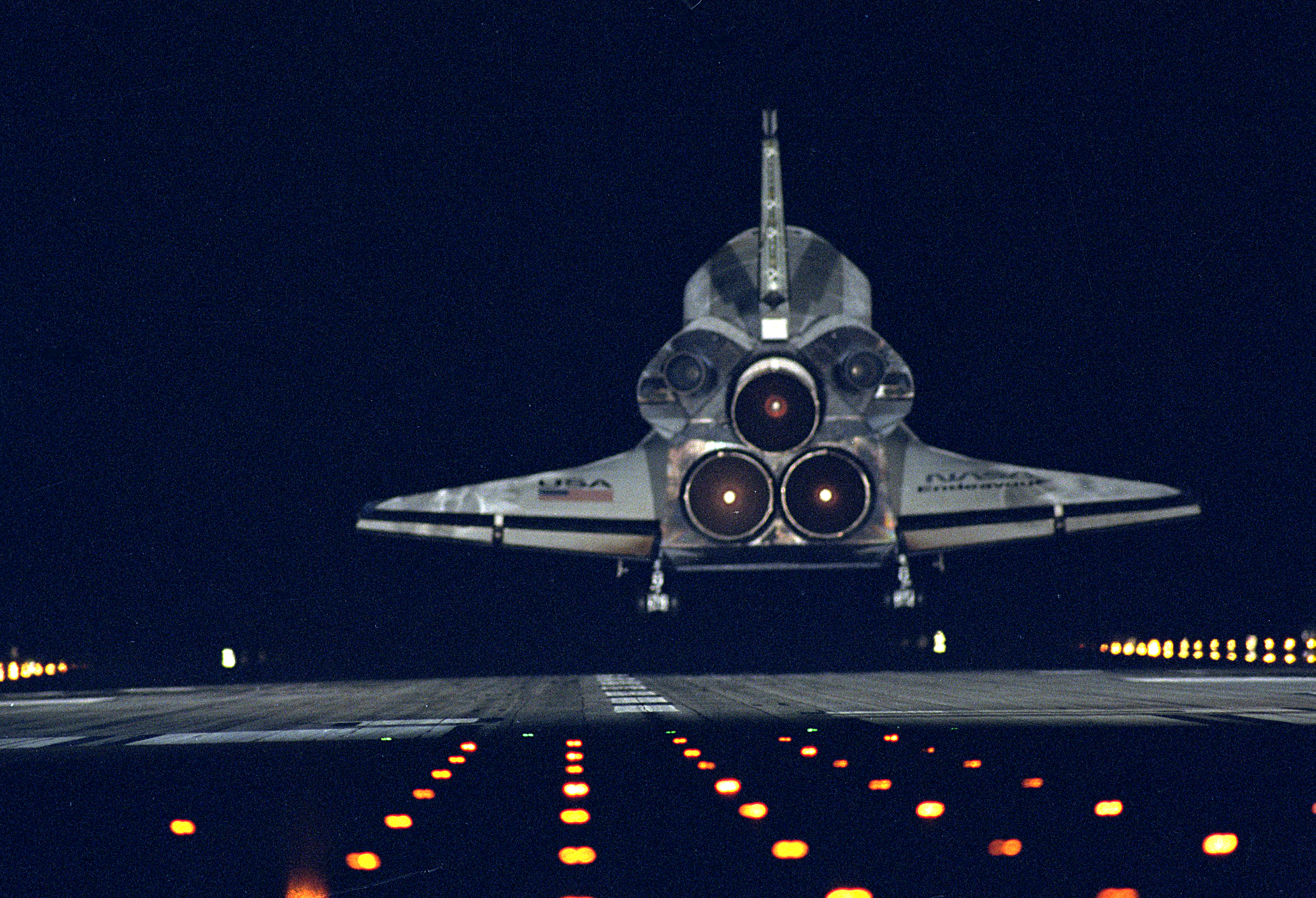
Landung der Endeavour

Ebenfalls im Mitteldeck fanden zwei biologische Untersuchungen im Auftrag des Nationalen Gesundheitsinstituts der USA statt (National Institute of Health). In einem speziellen Modulsystem wurden dazu mehrere weibliche Ratten mit Säuglingen mitgeführt. In den ersten drei Wochen des Lebens finden starke Veränderungen im Gehirn der Neugeborenen statt. Diese Veränderungen sollten erstmals in der Schwerelosigkeit untersucht werden. Die Geburt der Säuglinge lag bei den einzelnen Muttertieren 5, 8 bzw. 15 Tage zurück. Damit konnten unterschiedliche Entwicklungsphasen unter die Lupe genommen werden. Die Gehirne der Tiere wurden nach der Rückkehr auf die Erde genau untersucht. Das zweite Experiment beschäftigte sich mit der Entwicklung von Muskel- und Knochenzellen von Hühnerembryos. In der Schwerelosigkeit ist immer ein Gewebeverlust zu verzeichnen (Space Tissue Loss).
Nach erfolgreichem Flug landete die Endeavour auf dem Gelände des Kennedy Space Centers.